# Mathias Weske
Mathias Weske (1963) é um cientista da computação alemão. É professor de tecnologia de processos de negócios da Universidade de Potsdam, conhecido por suas contribuições na área do gerenciamento de processos de negócio.
Weske obteve um doutorado em 1993 na Universidade de Koblenz e a habilitação em 2000 na Universidade de Münster. Em 2000-2001 foi professor associado na Universidade Tecnológica de Eindhoven, e em 2001 foi apontado professor de ciência da computação no Instituto Hasso Plattner da Universidade de Potsdam.

## Publicações selecionadas
- Wil van der Aalst, Arthur ter Hofstede e Mathias Weske. Business process management: A survey. Springer Berlim Heidelberg, 2003.
- Weske, Mathias. Business process management: concepts, languages, architectures. Springer, 2012.